# Pteris endoneura
Pteris endoneura är en kantbräkenväxtart som beskrevs av M. Price. Pteris endoneura ingår i släktet Pteris och familjen Pteridaceae. Inga underarter finns listade.